# プラスキ砦の戦い
プラスキ砦の戦い（英: Battle of Fort Pulaski）は、南北戦争中のジョージア州サバンナに近いタイビー島の北軍陸軍と海軍の戦隊が、南軍の保持していたプラスキ砦を112日間包囲した後、開戦からほぼ丸1年が経った1862年4月10日から11日に30時間の砲撃を行った後に砦を占領した。この戦闘は、既存の海岸防御地を無用にした革新的パロット砲を使ったことで重要である。北軍は砲火の下で大規模な水陸共同作戦を展開した。
プラスキ砦の降伏により、港としてのサバンナは戦略的に閉鎖された。北軍は海上封鎖を拡大し、大西洋岸を南への航行を可能にし、陸兵1万名の大半を再配置した。南軍の陸軍と海軍の守備隊は北軍の前進を3か月以上止め、サバンナ市を守り、この戦争の間、北軍の海からの侵攻を止めた。海岸部鉄道の接続は、封鎖されていたサウスカロライナ州チャールストンまで延伸された。
プラスキ砦はジョージア州のサバンナ川の河口に近いコックスパー島にある。サバンナ市に海から入る水路を監視していた。サバンナは綿花を輸出する港として、鉄道の中心として、また州の工廠や民間造船所など州最大の工業地帯として商業的にも工業的にも重要だった。砦の背後のサバンナ川に、南の2つの入り江が導いていた。プラスキ砦のすぐ東、ヒルトンヘッド島が見える所に、灯台のあるタイビー島があった。

## 背景
プラスキ砦は、ジョージア州からアメリカ合衆国に割譲された土地に、国内海岸の防衛体系「第3システム」の砦として建設された。ジェームズ・マディソン政権下アメリカ合衆国議会によって政府支出が承認され、第3システム砦の建設は、バージニア州のジェームズ・モンロー、ジョージア州のウィリアム・クロウフォード、サウスカロライナ州のジョン・カルフーンなど歴代アメリカ合衆国陸軍長官の指示で進められた。
タイビー島では、以前にあった2つの砦に代わって新しい砦が建設された。イギリス植民地時代の砦はアメリカ独立戦争の時に破壊された。アメリカ合衆国として最初の砦はジョージ・ワシントン政権で承認されたが、1804年のハリケーンで吹き飛ばされた。プラスキ砦の建設は1830年代に始まり、ジョン・タイラー政権の1845年に陸軍長官テネシー州のジョン・ベルの後継者によって完成された。新しい砦はアメリカ独立戦争の時のポーランド出身の英雄、カジミエシュ・プワスキに因んで名づけられた。砦の建設時に若き日のロバート・E・リー中尉が工兵として関わった。当時リーはサバンナに住んでいた。
| - チャールズ・H・オルムステッド プラスキ砦指揮官 - プラスキ砦国立記念碑 - クインシー・A・ギルモア 包囲軍指揮官 |

第3システムの砦は旧ジャクソン砦から下流にサバンナの防衛を拡張したものだった。ジャクソン砦は「第2システム」の砦であり、サバンナ市に近く直接桟橋への接近から守るものだった。1860年国政選挙の運動で、南部の分離主義者が、その敵が大統領に選ばれた場合に内乱の脅威を訴えた。ジェームズ・ブキャナン大統領とその陸軍長官、バージニア州のジョン・ブキャナン・フロイドの政策に従い、新しく就任したエイブラハム・リンカーンの政権は最初に、南部における砦、工廠あるいは造幣局に守備隊を置かず、守らなかった。この政策は1861年4月12日まで継続されたが、プラスキ砦から大西洋岸にそって北にあるサウスカロライナ州のサムター砦で状況が変わった。

### ジョージア方面軍

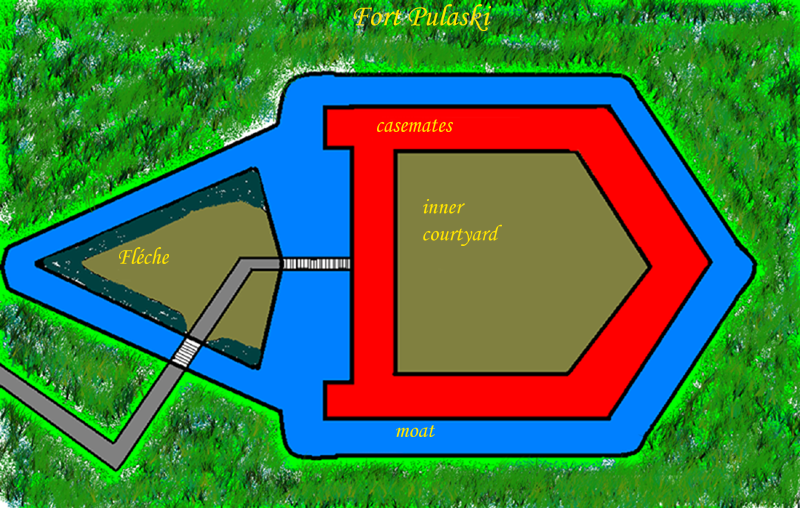
砦の平面図、外形と三角堡がわかる
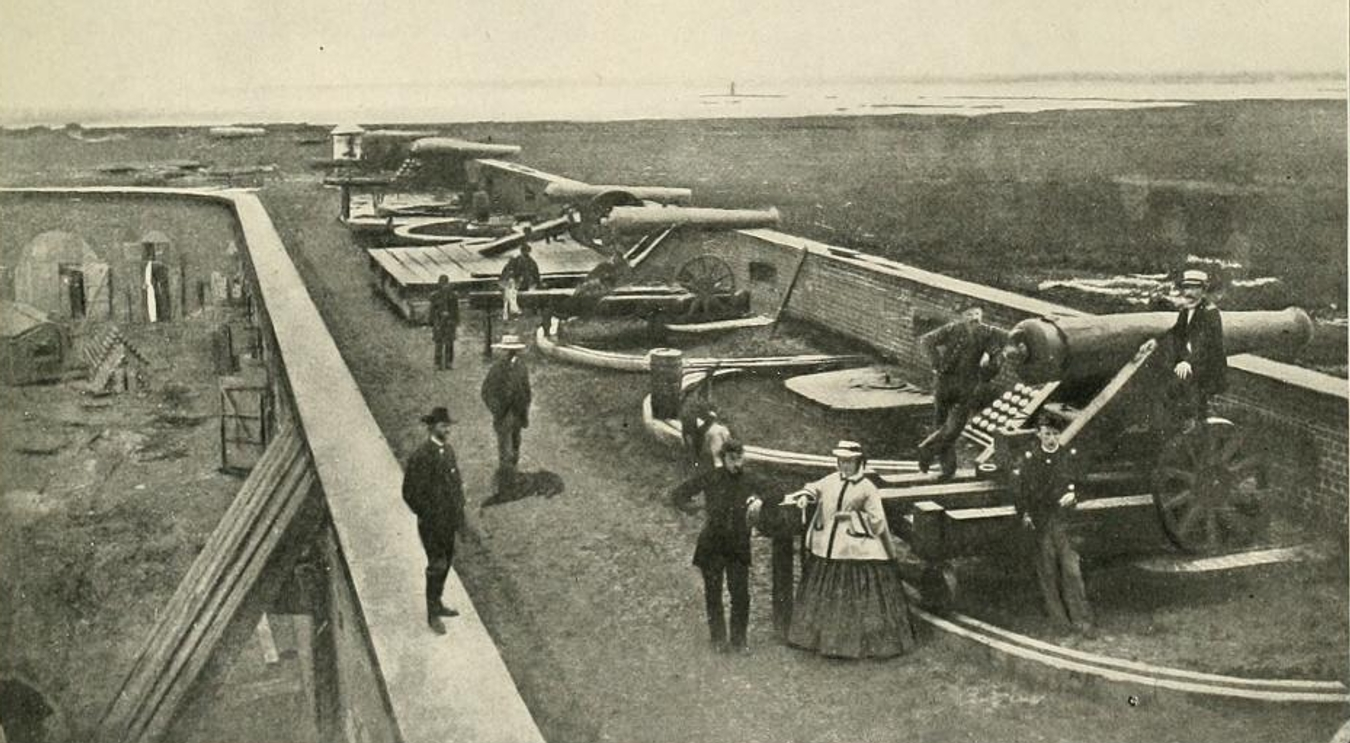
南東の胸壁、南壁の砲座
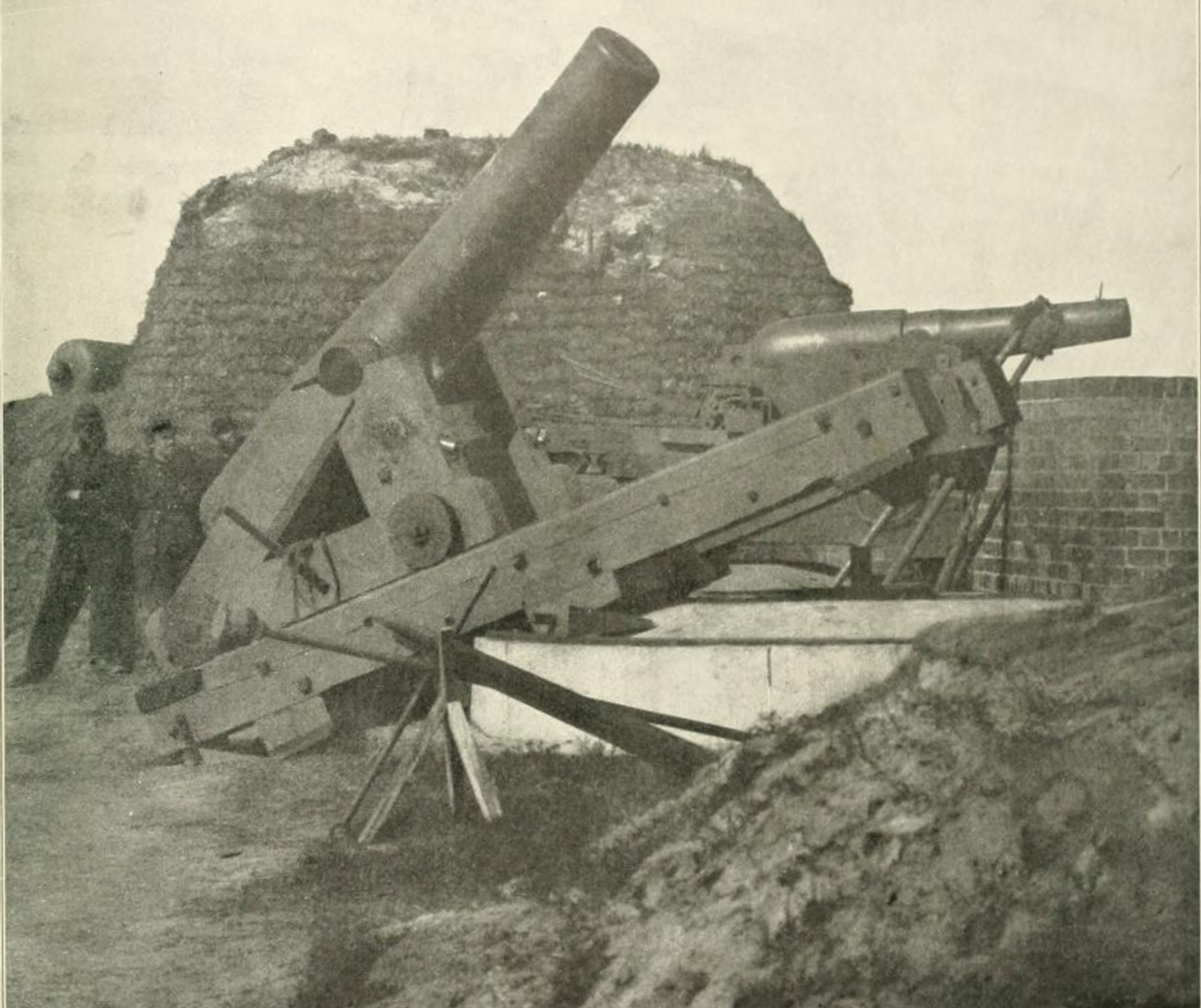
8インチ臼砲、夜襲に備える
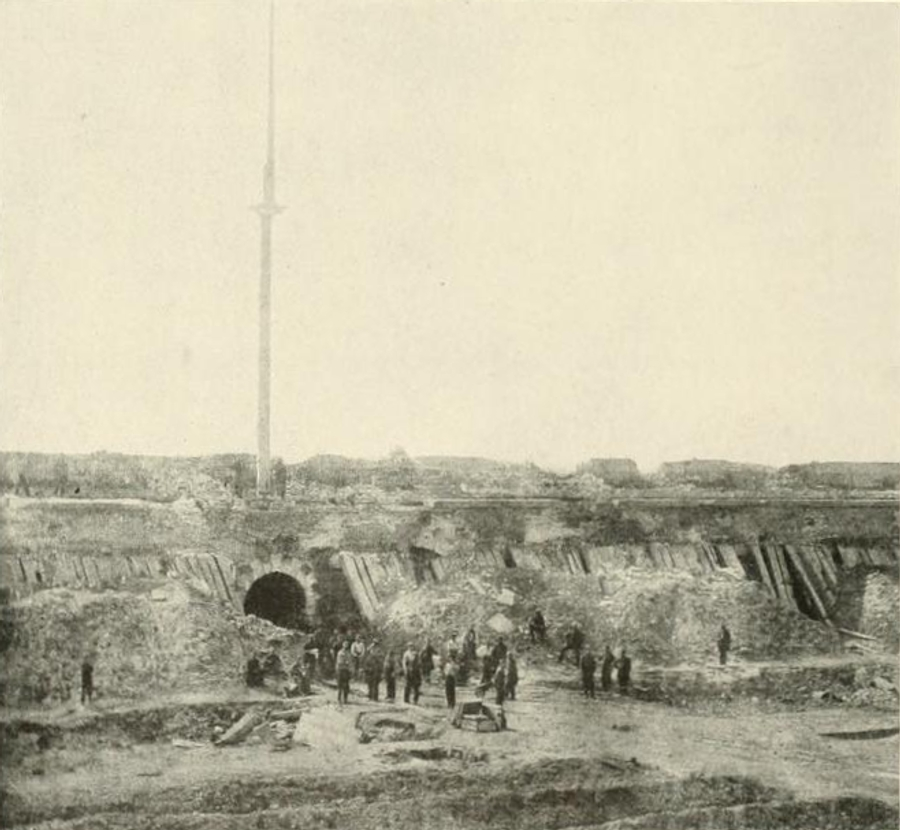
防弾材、跳ね返り防止に溝が切られている

1861年1月3日、ジョージア州がアメリカ合衆国から脱退する16日前、志願兵民兵が連邦政府からプラスキ砦を奪った。南軍は砦を修復し、武装を強化し始めた。1861年後半ジョージア方面軍指揮官アレクサンダー・ロバート・ロートン将軍がリッチモンドへ転籍になった。11月5日、ロバート・E・リー将軍が新設されたサウスカロライナ・ジョージア・フロリダ方面軍の指揮官に就いた。
ロートンが10月に書いた報告書には、サバンナ周辺で2,753名の将兵を挙げており、方面軍のほぼ半分だった。ジョージア第1正規兵連隊はタイビー島に割り当てられた。この部隊はタイビー島に砲台を建設し、海浜にある見張り台と共にその守備に就いた。この連隊はバージニアに転属となり、1861年7月17日に出発した。オルムステッドの「ジョージア第1志願兵連隊」が、北軍に包囲された間を通じて、プラスキ砦の守備に就くことになった。
プラスキ砦は厚さ7フィート半 (2,290 mm) の壁と補強の石桟橋があり、無敵と考えられていた。ロバート・E・リー将軍が以前にオルムステッド大佐と共に砦の防御度を調査しており、「敵の砲弾でかなり暖かくなるかもしれないが、あの距離ではこの壁を破れない」と判断した。広く沼のような湿地が砦の全面を囲み、固有のワニが群がっていた。攻撃する船は射程範囲に近づけず、陸の砲台は1, 2マイル離れたタイビー島より近くには置けなかった。700ヤード (630 m) 離れると、滑腔砲や臼砲では砦の厚い石造壁を破るチャンスはほとんど無かった。1,000ヤード (910 m) を超えると、全くチャンスは無くなった。アメリカ工兵隊長であるジョセフ・ギルバート・トッテンは「ロッキー山脈に砲撃するようなものだ」と言ったといわれている。包囲戦に成功するとすれば、守備隊を飢えさせて降伏に追い込むしかなかった。
砦の守備隊任務は、訓練されていない兵士が遅れを取り戻すことに宛てられた。例えば5月にある新聞特派員が次のように報告していた。南軍兵は早朝に重い大砲を砲架に載せるような重労働で費やされた。続いて重砲での教練が1時間半あり、実際に1マイルか2マイルの砲弾を放つ。各砲員の習熟度は「射撃訓練」本で辿られた。兵士は砲術を試験され、その後1時に昼食を摂った。輪番の疲れた部隊は歩兵戦術について士官による照査に戻り、1時間の教習があった。6時に「召喚」された。続いて「正装行進」で退却し、戦闘隊形の展開など歩兵訓練を行う、その後に夕食となり、その後の1時間で軍規則の唱和があり、9時に就寝となる。
ロバート・E・リー将軍はサウスカロライナ、ジョージア、およびフロリダの海岸方面軍指揮官としてサバンナに本部を置いた。軍務の初期に建設を支援していた砦に戻って来ていた。同じ場所に造られた前の砦をハリケーンが破壊していったので、砦の周りの海水と溝で繋ぐことを提唱していた。リーはその地域の土や海の潮汐を知り尽くしていた。

### 防御の詳細
北軍がタイビー島に初めて入ったとき、プラスキ砦の工事は緩り進行していたが、ロバート・E・リーの方面軍指揮官としての判断は「この川は力で越えられない」だった。古いジャクソン砦は武装、強化され「内陸への障壁になっていた。」サバンナの水路は閉鎖されていた。12月、北軍はチャールストン港で「石の艦隊」を沈めていたので、それを使うつもりが無かったとリーは判断した。「我々は南部海岸の他の場所に対する襲撃に備える努力を怠ってはならない。」そのためにプラスキ砦背後に導く水路に南軍が船を沈めた。

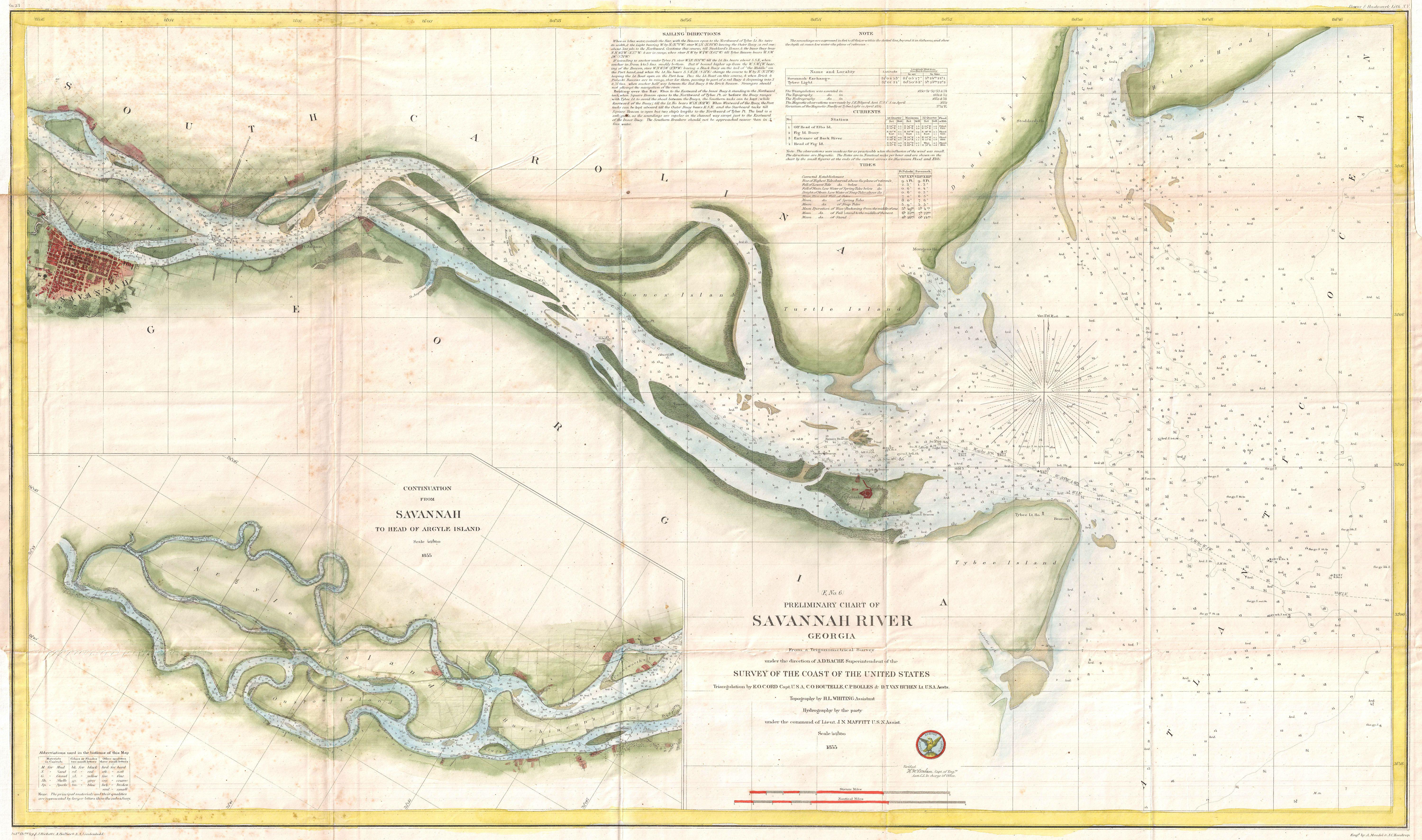
1855年の海図。サバンナは左の赤色着色部、ジャクソン砦が中央左の彎曲部、プラスキ砦が河口のコックスパー島の上、右下にタイビー島北岸

リーはジェームズ川で指揮を執っていたジョサイア・タットノール海軍准将を連れて来た。ハンプトン・ローズ海戦（1862年3月8日-9日）直後に、今にも北軍のモニター艦からの攻撃がありそうな状況下で、水兵を上陸させてリッチモンドの防御を拡張した。タットノールはその砲手を砲台に駐屯させ、リッチモンドのトレドガー鉄工所をモニター艦が砲撃する脅威を除こうとした。タットノールの水兵はサバンナのジャクソン砦対岸の砲台と類似した働きをするはずだった。リーはプラスキ砦の防御に注意を向けて、砦の上流に砲台を築くという北軍の動きを予測した。リーは、北軍が包囲戦を仕掛けて、プラスキ砦の背後に入って来そうな位置を攻撃できるように大砲を据えるよう命令した。
1月、タットノールが3隻の砲艦で川の北軍砲艦7隻を攻撃した後、リーは「サバンナ川を敵が近づいて来るのを妨げる方法は無い。さらに敵に対抗できる川の戦力をもっていない」と評価していた。第3システムの砦であるプラスキ砦は土木工学によって作られた海岸防御の砦であり、少なくとも4か月の食料があった。このときの主要な目標は「我々は市を守るために努力しなければならない」になっていた。市の浮きドックは、新たな川の妨害物として沈められた。
3月、フロリダからテネシーへ連隊を移し、そこでの「我が軍の災難」後の作戦を回復するという陸軍省の命令をリーが伝えた。ジョージアの部隊は7月にバージニアに送られており、さらにジョージアの部隊がテネシーに移動することになった。南軍政府は、軍の食料を生産する穀倉地帯のプランテーションを確保しておくために、海岸部の部隊を引き上げて、サウスカロライナとジョージアの内陸部に移動させた。北軍の砲艦がジョージア内陸部まで深く入ってこられたので、フロリダではアパラチコラ川のみをあらゆる手段を尽くして守る必要があった。
リーのリッチモンド異動のときに、緊急防御工作の様子を詳述し、北軍が市に接近する可能性について、ロートンの「熱心で密接な注意」を要求した。「現在は敵がサバンナ川を取りそうに見える。」島の砲台にあった大砲は本土に移され、サバンナの防御線周辺に置かれた。サバンナ市より上流の川の障害物は、マカリスター砦が包囲された場合に上流の農園主によって設置されることになっていた。サバンナ川を使って直接上流に敵が進行するのを遅らせ妨げるために「あらゆる努力がなされるべきだった。」「敵が湿地あるいは島の砲台によって進軍しようとするならば、可能な限り追い返さなければならない。」斥候は敵の宿営地を発見し、いつ出発できるようになるかを見つけるよう命令された。マッケイのポイントに新たに置かれた大砲3門の砲台は、北軍の砲艦の侵攻を武力で止めることを意図していなかったが、タットノールの砲艦の支援があれば、ジャクソン砦を脅かすようなエルバ島に北軍が砲台を築くことを妨げられるはずだった。

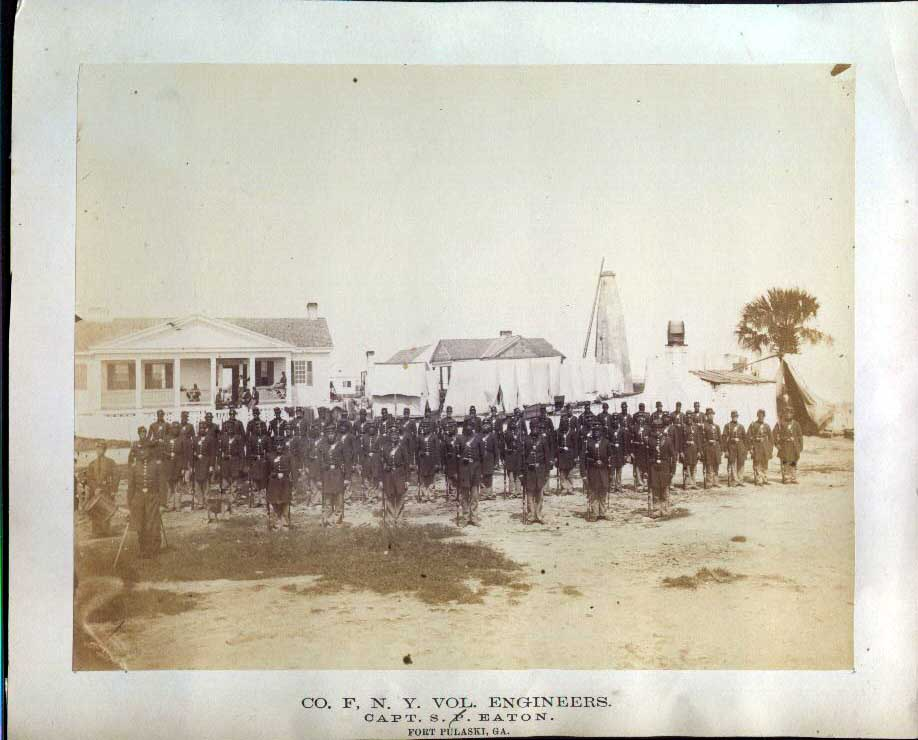
北軍工兵中隊の背後にあるのは、南軍が燃やした灯台

サバンナにあるジャクソン砦は市から約3マイル (5 km) 下流にあり、他に2つの砲台で補われていた。守備兵は砲台船を建造した。リーは先ず、プラスキ砦の背後でサバンナ川に導く航行可能な入り江を見下ろすコーストンの崖上に砲台を置いた。続いてさらに上流のエルバ島に砲台を置き、サバンナへの川からのアプローチを塞いだ。北軍海軍指揮官サミュエル・デュポンはリーの防御体系を上流まで視察した。陸軍のトマス・W・シャーマン将軍がデュポンの推薦に逆らってリーの川の砲台を攻めるよう主張すると、シャーマンは西部戦線に転籍され、代わりにデイビッド・ハンターが指揮官になった。
北軍艦隊は大西洋の入り江や海岸の湿地を喫水の浅い船、ボート、モニター艦で探検した。しかし、サバンナの南にあるマカリスター砦のような土盛り工作物に対したとき、砲撃だけでは実効が無かった。北軍はウィリアム・シャーマンが1864年に行った内陸から海への進軍までサバンナに前進しようとしなかった。
1862年4月にプラスキ砦がサバンナから切り離されたとき、チャールズ・H・オルムステッド大佐指揮下の守備隊は650人から385人の将兵に減っていた。歩兵5個中隊に編成され、大砲はコロンビヤード砲10門、臼砲5門、4.5インチ (110 mm) ブレイクリー砲1門など48門あった。南軍のタイビー島砲台はそれ以前に解体、放棄されており、大砲は砦に移された。砦は1月28日に6か月分の食料を入れた。
オルムステッドはリーと相談して、あらゆる進入路に対応するために城壁と砲門の武器を配分し、幾つかは西部の湿地やサバンナ北の水路をカバーするように置かれた。南軍の襲撃者が島の綿花が北軍の手に渡るのを避けるために焼いた。タイビー島の灯台など航行補助材は解体され焼かれた。前進してくる北軍に利用されそうな物は全て、南軍兵が焼いたという現場からの報告があった。

## 北軍の侵攻
1861年8月、陸軍長官サイモン・キャメロンが陸軍と海軍の合同「遠征軍団」を承認した。トマス・W・シャーマン准将が陸軍部隊を指揮し、海軍の艦隊司令サミュエル・デュポンが海軍の戦隊を指揮した。北軍は、連邦政府の資産として南軍のサバンナ港に近いプラスキ砦を再占領し、海上封鎖を南に広げるつもりだった。第一に南大西洋封鎖戦隊の石炭補給基地が必要だった。それがあれば遠征のための基地としても使えた。サムター砦は1865年まで取り返せなかったが、1861年11月におきたポートロイヤルの戦いで、近くに準備基地が必要なことが明確になった。

### 封鎖

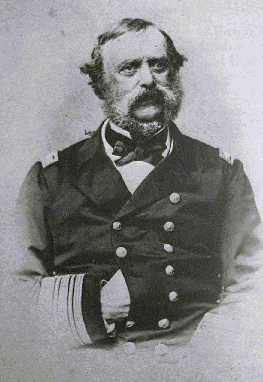
北軍海軍の艦隊司令サミュエル・デュポン
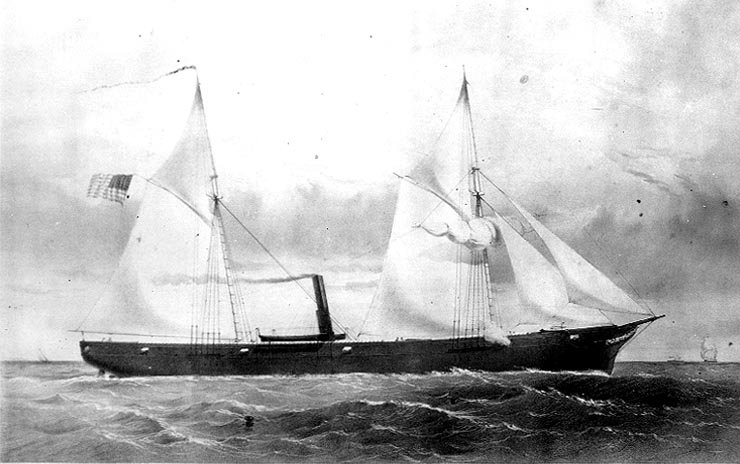
USSユナディラ、サバンナ封鎖の砲艦

北軍がポートロイヤルを占領しようというとき、南軍のジョサイア・タットノール准将とその「モスキート艦隊」が活発に防御を行い、北軍の南大西洋封鎖戦隊の一部に嫌がらせを行った。その後の数か月間で、経験を積んだアメリカ海軍の指揮官だったタットノールは、その南軍戦隊を訓練し、海岸、水陸協働、補給、川の作戦など柔軟な任務に使えるようにしていた。北軍の艦隊司令デュポンの下に15隻の艦船で北軍遠征隊がポートロイヤルに接近した時、南軍「サバンナ川戦隊」が旗艦の砲艦CSSサバンナ、サンプソン、レディデイビス、および補給船リゾリュートで出撃した。この4隻に、奴隷商船を転換した私掠船ボニータを加えて、11月5日に北軍艦船15隻のうちの8隻と遭遇し、「装備が劣り、戦力で差を付けられた」
この戦隊は夜の間にジョージア州のスカル・クリークに後退した。翌日また出撃した。近くの北軍重量級艦船と交戦するサバンナからの砲撃でカバーされ、サンプソンが水陸共同作戦を支援して、ポートロイヤル守備隊の多くを収容した。リゾリュートはサバンナ市に分遣隊を送り届けてから戻って来て、ウォーカー砦の守備隊を脱出させた。続いてポープのランディング、ヒルトンヘッド島に上陸させ、そこに放棄された南軍の大砲を使えないようにした。サバンナは北軍艦船から砲撃をうけていたボーリガード砦を支援するために、海兵を上陸させたが、援軍が到着する前に砦は陥落した。サバンナは守備隊を収容し、修繕のためにサバンナ市に戻った。

### 接触
北軍はヒルトンヘッド島に施設を建設した後、プラスキ砦を包囲する準備を始めた。北軍の遠征隊は次にタイビー島を占領した。
北軍のプラスキ砦進軍は1861年11月24日に始まった。南軍がタイビー島を放棄していたと偵察した後、艦隊司令デュポンがタイビー島灯台で3隻の砲艦による水陸協働襲撃を命じた。2時間の艦砲射撃の下で、南軍の哨兵が灯台に火を点けて撤退した。USSフラッグのクリストファー・ロジャーズ中佐が13隻のボートで水兵と海兵の上陸部隊を率いて上陸して灯台とマーテロー塔を占拠し、双方に星条旗を靡かせた。その夜は人員を減らした中隊が、岸の南軍を欺くために見せかけの焚き火を炊いた。2日後、デュポンと陸軍のシャーマン将軍が自ら視察し、11月29日、工兵隊の指揮官であるギルモア将軍が、ニューハンプシャー第4連隊の3個中隊を伴い、抵抗を受けずに島全体を占領した。海軍は兵站部隊を動かし、12月20日までに陸軍が「恒久的な占領」を行うために十分な物資を確保していた。
サバンナに入った最後の封鎖破りはイギリスの蒸気船フィンガルだった。その武器と弾薬を積んだ貨物船は11月半ばの晴れた夜にサバンナ川河口のワッソー・サウンド入り口に到着したが、翌朝深い霧に紛れて、砂州と上流に進行できた。その後2度封鎖を破って脱出しようとしたが失敗し、その後装甲艦に転換された。この船の積み荷でプラスキ砦が得たのは、24ポンドのブレイクリー砲2門と、大量の歩兵用イギリス製エンフィールド銃だった。北軍のデュポンは地元の船舶が使う代替水路を閉鎖しようとして、サバンナ川水路に石を積んだ船を沈め、ウィルミントン島の南にあるウォーソー・サウンドと、スキダウェイ島にあるオサボー・サウンドという南の入り江2つには砲艦を詰めさせた。
11月26日、タットノールの旗艦CSSサバンナがリゾリュートとサンプソンを伴い、プラスキ砦の大砲の支援下に出撃した。砂州の外で北軍船舶に「勇敢で短時間の」攻撃を行い、敵を海の方向へ追い出した。タットノールの戦隊は補給のためにサバンナ川上流に退き、2日後に同じ3隻で砦に6か月分の物資を届けた。ただし「北軍艦船による活発な抵抗」はあった。サバンナは一部航行不能となったが、港に戻った。サンプソンはかなりの損傷を受けており、サバンナ川の哨戒に戻って来たのは翌年11月半ばになってからだった。

## 包囲戦

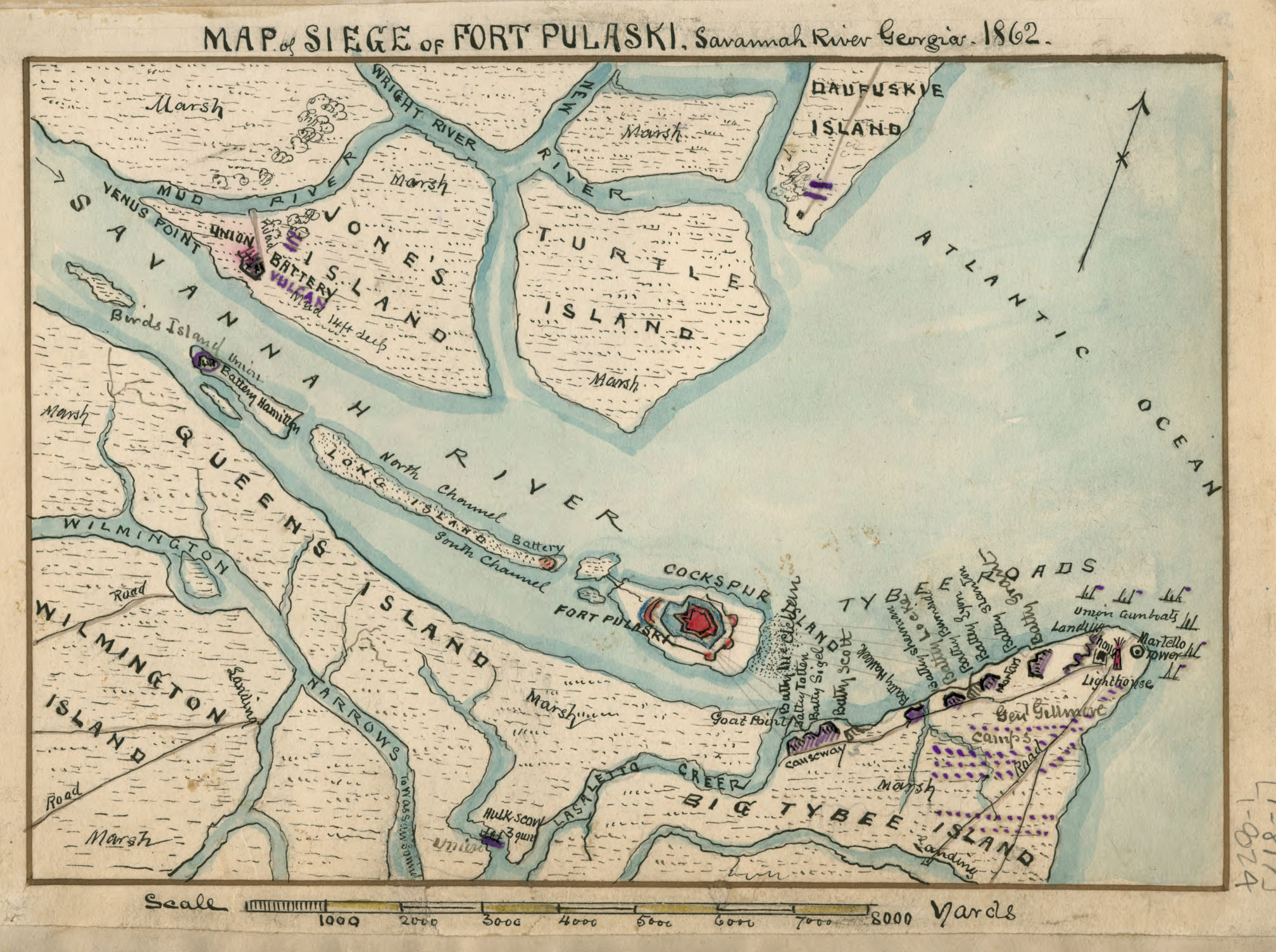
プラスキ砦包囲戦の図、砦（赤）と外郭の砲台、北軍の砲台は灰色
上流の包囲用砲台は歩兵と砲艦の支援でプラスキ砦とサバンナ市を遮断した

北軍の包囲作戦は軍事史に残ることになった。クインシー・アダムズ・ギルモアがトマス・シャーマン将軍の工兵隊長だった。その専門家としての見識は、1859年に試験を始めた実験用施条砲の試験記録を追っていた。
ギルモアは土地の視察をした後に、臼砲と施条砲を使ってプラスキ砦の戦力を落とすという従来に無い作戦を提案した。指揮官のシャーマン将軍がその作戦を承認したが、施条砲は約束しなかった。砲撃の効果が制限されると考えたためにその承認は弱められ、「でたらめに壁を振動させる」ものとみられた。しかしこの時の革新的な武器の使い方で、用意した1万名の襲撃部隊が不要になった。この包囲戦に関わった上級将校である北軍のシャーマンも南軍のリーも、この砦が砲撃だけで落ちるとは思っていなかった。

### 接近
リーが以前に予測していたように、砦をサバンナ市から遮断するために北軍は上流の2か所を選定した。1つはサバンナ川北水路の北岸に沿ったジョーンズ島東端のポイント・ビーナスだった。北軍のタットノール准将は石を積んだスクーナーを沈めて、川と北軍の支配するポートロイヤルを繋ぐ水路の障害としており、南軍の砲艦で川を哨戒していた。北軍はまずその供給線の障害を払う必要があった。これには3週間を要した。北隣のドーファスキー島に宿営と補給のための基地が設けられた。
タットノールの砲艦はこのときまだポイント・ビーナス付近の下流を支配していた。リーの積極的防衛策の一部として、南軍のサバンナ川戦隊は継続してパトロールを行っていた。その艦砲があるために、北軍包囲軍が川沿いで工作を行う場合は、夜の間になされる必要があった。北軍の大砲は移動用線路の上を湿地から手で引き出す必要があり、半塩水のワニがいる湿地で働き、1日の大半は腰まで水に浸かっている状態だった。大砲は沼地に沈んで失われないように板と砂袋で造った架台に置く必要があった。兵士は日中に休息していた。
リーの推計では、砦は砲撃や直接攻撃では落とせず、飢えのみがその陥落条件だった。物資の供給が続く限り持ちこたえるはずだった。南軍がプラスキ砦に物資を届けた最後の船は、小さな蒸気船のアイダだった。2月13日、北水路を下って定期的な輸送を行った。北岸の北軍新砲台の大砲が初めて砲撃した。その古い側輪船がプラスキ砦に到着し、砲台は9発を放ったがその後に大砲が架台から落ちた。北軍兵が戻って架台を作り直し、大砲を据え直した。2日後、灯台の明かりを消した中をアイダが南水路を進み、タイビー・クリークを抜けてサバンナに戻った。
ビーナス・ポイントの北軍砲台が据え付けられると、南軍の砲艦が砲撃戦を挑んだが、撃退された。次の週、包囲側が完全に砦を囲んだ。北軍はサバンナ川のビーナス・ポイント対岸にもう1つの砲台を構築した。そこからタイビー・クリークにブームを伸ばして、サバンナとコックスパー島を結ぶ電信線を切断した。歩兵2個中隊が入って南軍の攻撃に備え、砲艦が水路をパトロールして歩兵隊を支援することとされた。1862年2月下旬までに、砦に物資や援軍が届かないようになった。南軍の守備隊は挫けなかった。最後の通信手段は毎週湿地を泳いでいく伝令だった。
2月末、タットノールはビーナス・ポイントとオークリー島の北軍前進基地2か所に対する水陸協働の攻撃を計画した。リーが海陸軍の中を取り持った。ジャクソン砦での準備は完全ではなかった。タットノールの旗艦は、1月に補給出撃をしてから、任務に戻っていたが、3隻の砲艦の1隻はまだ動けない状態だった。リーは、タットノールの作戦が失敗すれば、サバンナ市自体が攻撃されやすくなると考えた。3対7でもサバンナ守備隊は苦しいだろう。まして2対7になれば、敵の優秀な武装に対してどうにもならないであろう。砦を救済する検討はそれ以上行われなかった。いずれにしても食料はあと16週間分残っていた。一方で、北軍はジョーンズ島とバード島、ビーナス・ポイントなど川沿いの各所の改良を続けていた。4月10日から11日に北軍がプラスキ砦を砲撃したとき、砲艦サバンナが包囲する北軍の大砲との砲撃戦に参加した。

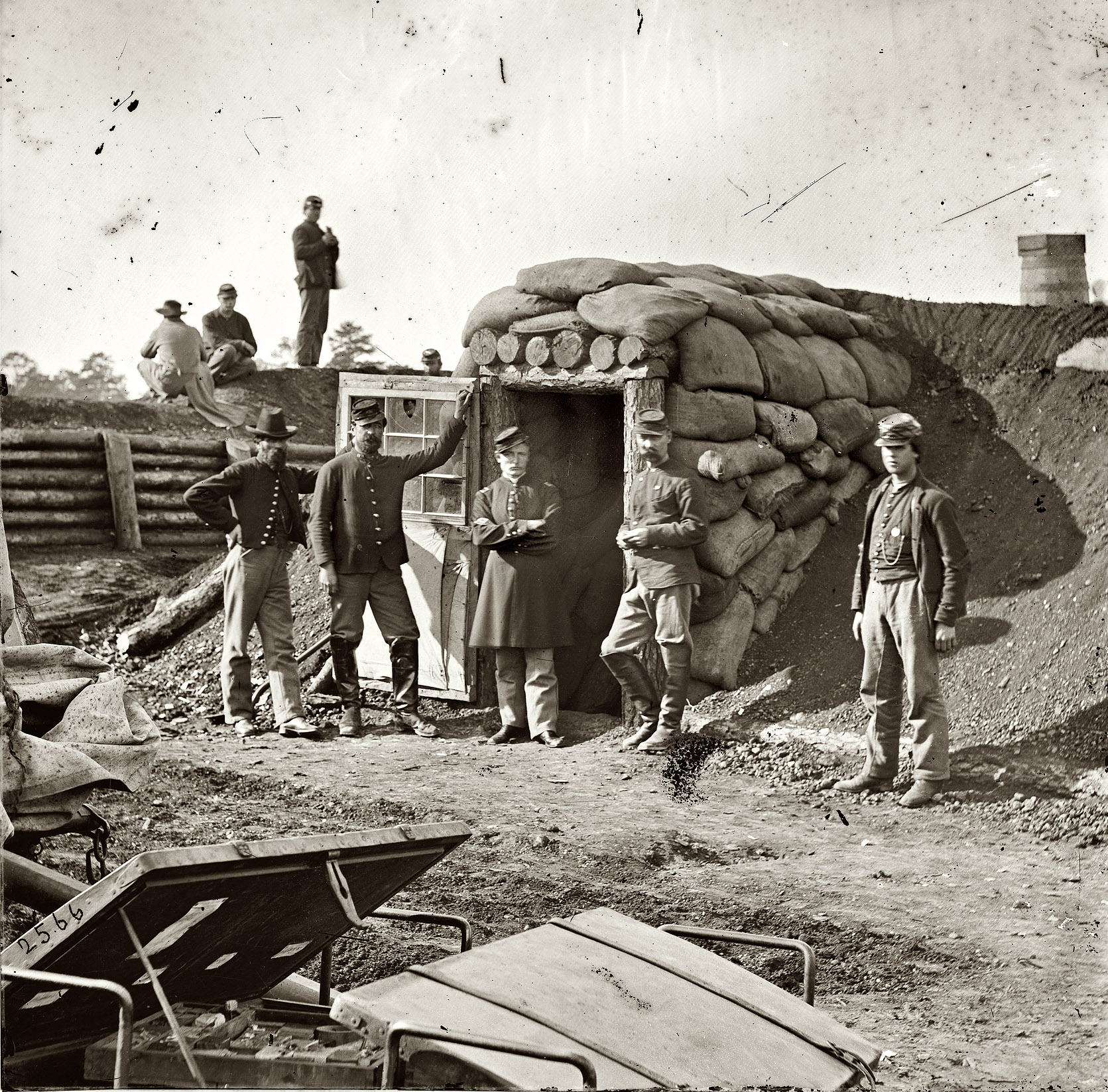
北軍の防弾構築物、タイビー島にもこのようなものを造った

プラスキ砦の攻撃力を弱めるために必要とされた大口径施条砲が2月に到着し、ギルモアはそれらを砦に最も近いタイビー島の北西端にある砲台に据えることにした。3月までにギルモアは攻城戦に用いる物資をタイビー島に陸揚げさせた。道路を整備し、砲の台座を掘り返し、弾薬庫と防弾柵を造る必要があった。工事は砦に南西から近づく方向で進行したが、最後の1マイル (1.6 km) は砦からの砲撃を受けるようになった。オルムステッド自身が狙いをつけた砲弾が北軍兵1人を2つに切り裂いたと言われている。高さのある砦の大砲から続いた砲撃は臼砲の砲弾の効果があったので、タイビー島での工事は夜の間に行われた。毎朝まだ完成していない攻城武器は、砦から視認されないようカモフラージュされた。
タイビー島に大砲を上陸させるために砲身を輸送船から降ろし、満潮のときに筏に乗せ、波に載せて岸に近づけた。干潮のときに人力だけで海浜に引きずり上げた。砲車に13インチ臼砲を載せるために250人が必要だった。後の北軍による水陸共同作戦では、このような作業にコントラバンド（逃亡奴隷）の労働力が使われた。2.5マイル (4 km) 先の前線では、大砲が湿地に沈まないように、工兵が下ばえの束でできた丸太道をほぼ1マイル (1.6 km) も建設しなければならなかった。荷卸しは潮の干満に合わせて昼夜行われたが、プラスキ砦の南軍から砲撃されるために、北軍の島内の動きは全て夜に限られた。1か月続いた工事の後で。臼砲36門、重砲と施条砲全てが据え付けられた。
砦に近く設けられた4か所の砲台にはそれぞれ具体的な砲撃の目標が与えられた。大口径ジェイムズ砲のあるマクレラン砲台は砦の南東面と銃眼を目標とされた。臼砲のあるトッテン砲台は南東壁の上で砲弾を破裂させるか、砦の外にある隠れた砲台を狙うこととされた。コロンビアード砲のあるスコット砲台はマクレラン砲台と同じところを攻めることとされた。5番目の砲台は臼砲のハレック砲台だった。砦の北東面のアーチを飛び込むように砲撃し、「当たる前ではなく後に爆発する」ようにされた。
シーゲル砲台には30ポンドパロット砲5門と24ポンドジェイムズ砲1門があった。その任務は砦の砲座にある大砲を黙らせることであり、その後は信管弾を南東壁と付近の銃眼に、1時間に10ないし12発を当てて貫通させ、後の歩兵による襲撃に合わせることとされた。砲撃は日没までとし、特別の指示や事態が無ければ、砦に対して夜通し間歇的な砲撃を行うことにした。信号係の士官がスコット砲台に駐屯し、スタントン、グラント、シャーマンの臼砲砲台の距離を伝えることとした。

### 砲撃
4月9日に激しいスコールがあった後、4月10日には北軍の準備が整い、新しく指名された方面軍指揮官デイビッド・ハンター少将が「即座に降伏し、プラスキ砦をアメリカ合衆国の権威と所有に復すること」という要求を送った。オルムステッド大佐は「私はここで砦を守り、降伏はしない」と回答した。砲撃は午前8時に始まり、砦の南東隅に集中して大きな被害を与えた。南軍の砲撃について、北軍の指揮官が「効率的で正確な砲撃、...まさに正確で、我々の砲台だけでなく、その間を通る個人にまで狙ってきた」と表現していた。
時間が進むと、プラスキ砦からの反撃が次第に少なくなり、その大砲は砲架から外されるか使えなくなった。北軍10インチコロンビアード砲のうち2門はその砲架から後ろに飛び出していた。13インチ臼砲は10%足らずを目標に当てていた。しかし北軍のパロット砲の砲撃が効果的であることがわかった。砦の反撃に一時休止があったが、南軍の砲手は精力的な反撃を再開したので、パロット砲は壁を攻撃する任務を諦めて、南軍の大砲を黙らせるまでそこに集中させることになった。夜になるまでに南東隅の壁が壊れていた。夜の間も定期的な砲撃がある中で、オルムステッドの守備隊は大砲数門を使えるようにしていた。
夜間にデュポンの旗艦USSウォバシュから100名の乗組員が30ポンドパロット砲4門の担当に派遣された。翌朝、風が右から左に吹いて砲弾の軌跡に影響する中で、北軍砲兵隊は砲撃を再開し、壁の穴を拡大することに集中した。ジョージアの砲手は再度目標を発見し、「砲撃し、朝の間善戦し、幾らか損傷を与えた。」と表現されていた。これと同時にパロット砲とコロンビアード砲が壁に大きな隙間を明け、砦の内部まで砲弾を送り込み、20トンの火薬がある北西の火薬庫が狙われた。オルムステッドは状況が絶望的だと判断し、その日午後2時半に降伏した。
ギルモア将軍はその砲兵隊による包囲戦の事後評価で、1,600ないし2,000ヤードから「良い施条砲が適切に機能し、急速に破壊した」その後に重い砲弾で緩んだ石細工を破壊したと報告していた。42ポンドジェイムズ砲が破壊力で勝っていたが、その溝はきれいなままにしておかねばならなかった。13インチ臼砲はあまり効果が無かった。新しい30ポンドパロット砲がこの戦闘で大きな効果を挙げた。施条砲は滑腔砲よりも精度が高く破壊効果が大きかった。その適用で両軍の上級指揮官が想像していなかったような戦術的驚異を与えることになった。

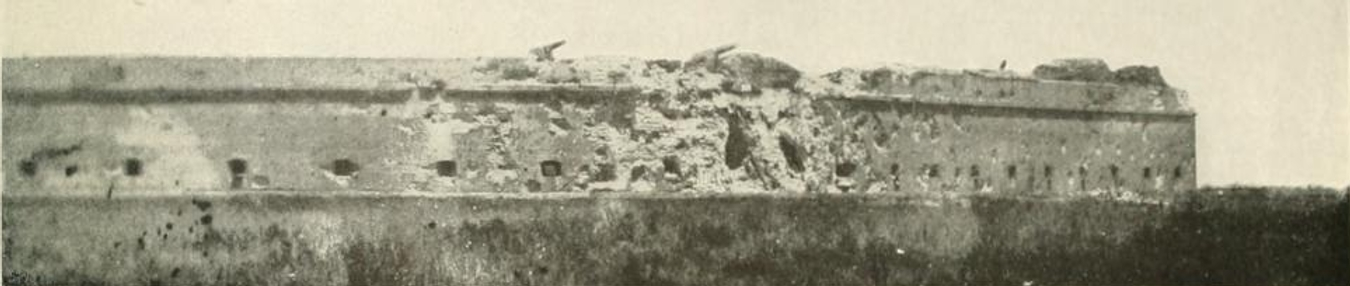
30ポンドパロット砲が砦の南東隅壁の3か所に穴を明けた。滑腔砲ではでたらめに壁を揺るがせるだけだった

## 戦いの後

### 軍事的な影響
- 北軍: サバンナ港が閉鎖され、海上封鎖が広がった。砦の損傷は6週間で修繕され、南軍が取り返す動きは無かった[16]。パロット砲の技術で、石造りの砦を時代遅れにし、ハンプトン・ローズ海戦が戦闘艦に対してそうしたように海岸の防御に変革を与えた[16]。サバンナ市自体は南軍の支配下に留まっていたが、1864年12月にウィリアム・シャーマン少将の海への進軍で陥落した[16]。

“北軍の得た教訓" は直ぐに採用されなかった。1864年12月、フィッシャー砦への攻撃では、砲撃が拡散してしまい、多くの砲弾が砦の国旗掲揚台に向けられたために、砦にはほとんど損傷が無かった。ポーター提督は2回目の攻撃でギルモア将軍の砲術を採用し、目標を割り当てて、破壊されるまで砲撃した。1865年1月の砲撃では、砦の大砲75門のうち73門を使えなくした。砲弾の大半は砦の柵の外に落ちた。
- 南軍: ジョサイア・タットノール准将のサバンナで北軍による海上封鎖を破ろうという動きは、近代の装甲艦CSSアトランタとCSSサバンナの武装戦艦に広がった[65]。サバンナの防衛のために、軍隊の指揮下に機雷の基地が設立された[66]。装甲艦USSモントークが1863年にマカリスター砦を攻撃した時に、機雷に襲われた[67]。南軍は船舶用機関が不足したので、浮き砲台CSSジョージアを建造した。新しい鉄道が軍隊をタイムリーに移動させ、1861年から1864年に掛けて包囲されたチャールストンに物資を供給した。

"南軍の得た教訓"はチャールストンの防御に直ぐに取り込まれた。オルムステッド大佐は戦争捕虜から釈放されたときに、そこの工兵と砲兵を任された。1862年から1865年に、北軍の海軍と水陸協働部隊が何度も攻撃しては失敗した。北軍の砲艦と装甲艦が、南軍の大砲と機雷によって繰り返し重い損傷を受け、失われた。

### 兵隊
- 北軍のデイビッド・ハンター将軍は、将軍命令第11号を発行して、フロリダ州、ジョージア州、サウスカロライナ州の奴隷は全て自由であると宣言した。この命令はリンカーン大統領によって直ぐに取り消された。これは「北軍を救うために絶対に必要なものであれば、この「想定される権限」が彼自身の裁量にあると保留された。奴隷制度廃止運動は戦闘指揮官の警察機能の外にあるはずだった[69]。それでもプラスキ砦は地下鉄道 (秘密結社)のターミナルとなり、解放奴隷の教育を始め、1862年から1865年に517人のジョージア州のアフリカ系アメリカ人を北軍海軍に仕えさせた[70]。

- 南軍: 1864年遅く、520人の南軍士官捕虜がプラスキ砦に送られた。砦の指揮官フィリップ・P・ブラウン・ジュニア大佐は医療検査後に飢えていた南軍捕虜に食料を与えたが、少なくとも55人が収監中に死んだ。これらの捕虜は南軍の「不滅の600人」になった[71]。

### 今日の砦

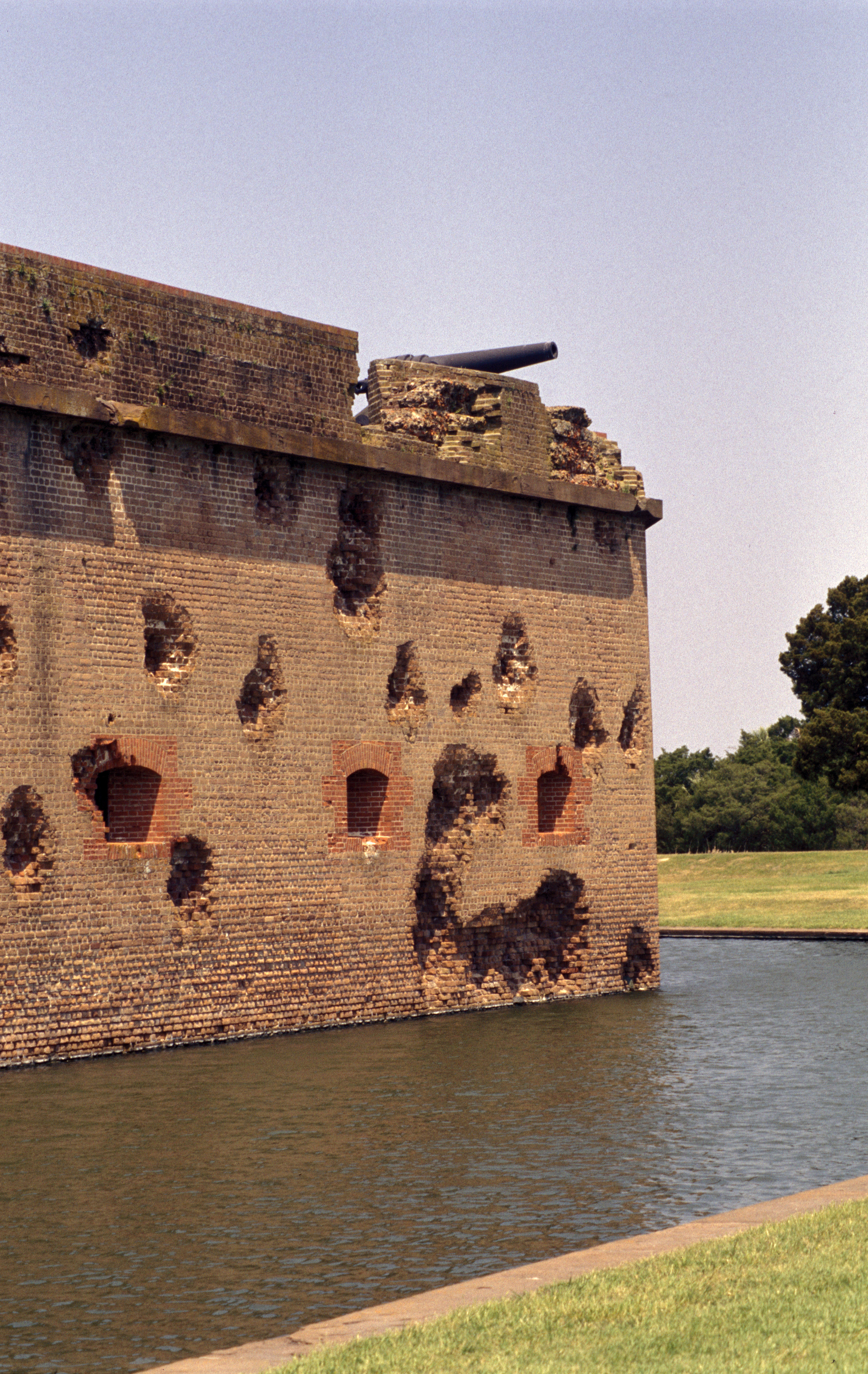
今日のプラスキ砦の壁

- プラスキ砦、サバンナに近いバリア島の1つにある。プラスキ砦国定記念碑と博物館として一般公開されている。アメリカの海岸防衛体系で第3システムの砦だった。「科学的に設計された」砦の建設はロバート・E・リーが監督し、砦の112日防衛はその指揮で始められた。第3システム砦の建設は陸軍長官ジョージアのウィリアム・クロウフォードとサウスカロライナのジョン・カルフーンの指示で行われた
- ジャクソン砦、サバンナ市内に位置する。第2システムの砦と博物館であり、アメリカ独立戦争、米英戦争、南北戦争の歴史を展示している。第2システムの砦はトーマス・ジェファーソン政権で始められた。海岸部歴史遺産教会が維持している。
- マカリスター砦、北軍のモニター艦による攻撃を6度排除した南軍の砦、サバンナのすぐ南にあるジョージア州立公園のマカリスター砦歴史公園として保存されている。ジェファーソン・デイヴィス大統領とサウスカロライナ出身の陸軍長官ジュダ・P・ベンジャミンの下で始められた。